# Jeux paralympiques d'hiver de 2010
Les Jeux paralympiques d'hiver de 2010, officiellement appelés les Xe Jeux paralympiques d'hiver, se déroulent du 12 au 21 mars 2010 à Vancouver, dans la province de la Colombie-Britannique au Canada sous l'organisation du COVAN.
L'organisation des Jeux et des épreuves a été « simplifiée », notamment afin d'accroître leur intérêt médiatique. Les athlètes seront classés en trois catégories seulement : assis, debout ou déficients visuels. En outre, le nombre de médailles a été réduit de moitié environ par rapport aux Jeux de Turin en 2006.

## Sites paralympiques
- UBC Winter Sports Centre (Vancouver) hockey sur luge, cérémonies d'ouverture et de clôture
- Centre olympique/paralympique de Vancouver -  Curling en fauteuil
- Whistler Blackcomb (Whistler) - Ski alpin
- Parc Olympique de Whistler - Ski nordique (ski de fond et biathlon)
- Vancouver (BC Place Stadium) - Cérémonie olympiques d'ouverture

## Sports et disciplines
Cinq sports sont au programme de ces Jeux paralympiques :
| Nombre d'épreuves           | Hommes | Femmes | Mixtes | Total |
| --------------------------- | ------ | ------ | ------ | ----- |
| Biathlon                    | 3      | 3      |        | 6     |
| Curling en fauteuil roulant |        |        | 1      | 1     |
| Hockey sur luge             | 1      |        |        | 1     |
| Ski alpin                   | 5      | 5      |        | 10    |
| Ski de fond                 | 5      | 5      |        | 10    |
| Total (5 sports)            | 14     | 13     | 1      | 28    |

L'organisation des disciplines a été simplifié en trois catégories (assis, debout ou déficients visuels) notamment pour accroître leur intérêt médiatique.

## Calendrier des compétitions
|  | Cérémonies |  | Jour de compétition |  | Jour de finale | 4 | Nombre de finales |

| Calendrier général des Jeux paralympiques de 2010 | Calendrier général des Jeux paralympiques de 2010 | Calendrier général des Jeux paralympiques de 2010 | Calendrier général des Jeux paralympiques de 2010 | Calendrier général des Jeux paralympiques de 2010 | Calendrier général des Jeux paralympiques de 2010 | Calendrier général des Jeux paralympiques de 2010 | Calendrier général des Jeux paralympiques de 2010 | Calendrier général des Jeux paralympiques de 2010 | Calendrier général des Jeux paralympiques de 2010 | Calendrier général des Jeux paralympiques de 2010 | Calendrier général des Jeux paralympiques de 2010 | Calendrier général des Jeux paralympiques de 2010 |
| Mars 2010                                         | Mars 2010                                         | Mars 2010                                         | 12                                                | 13                                                | 14                                                | 15                                                | 16                                                | 17                                                | 18                                                | 19                                                | 20                                                | 21                                                |
| ------------------------------------------------- | ------------------------------------------------- | ------------------------------------------------- | ------------------------------------------------- | ------------------------------------------------- | ------------------------------------------------- | ------------------------------------------------- | ------------------------------------------------- | ------------------------------------------------- | ------------------------------------------------- | ------------------------------------------------- | ------------------------------------------------- | ------------------------------------------------- |
| Cérémonies                                        | Cérémonies                                        | Logo IPC                                          | O                                                 |                                                   |                                                   |                                                   |                                                   |                                                   |                                                   |                                                   |                                                   | C                                                 |
| Biathlon                                          | Biathlon                                          | Pictogramme Biathlon                              |                                                   | 6                                                 |                                                   |                                                   |                                                   | 6                                                 |                                                   |                                                   |                                                   |                                                   |
| Curling                                           | Curling                                           | Pictogramme Curling                               |                                                   |                                                   |                                                   |                                                   |                                                   |                                                   |                                                   |                                                   | 1                                                 |                                                   |
| Hockey sur luge                                   | Hockey sur luge                                   | Pictogramme Hockey sur luge                       |                                                   |                                                   |                                                   |                                                   |                                                   |                                                   |                                                   |                                                   | 1                                                 |                                                   |
| Ski alpin                                         | Ski alpin                                         | Pictogramme Ski alpin                             |                                                   | 6                                                 | 2                                                 | 4                                                 | 6                                                 |                                                   | 2                                                 | 4                                                 | 2                                                 | 4                                                 |
| Ski de fond                                       | Ski de fond                                       | Pictogramme Ski de fond                           |                                                   |                                                   | 2                                                 | 4                                                 |                                                   |                                                   | 6                                                 |                                                   | 2                                                 | 6                                                 |
| Mars 2010                                         | Mars 2010                                         | Mars 2010                                         | 12                                                | 13                                                | 14                                                | 15                                                | 16                                                | 17                                                | 18                                                | 19                                                | 20                                                | 21                                                |

## Délégations

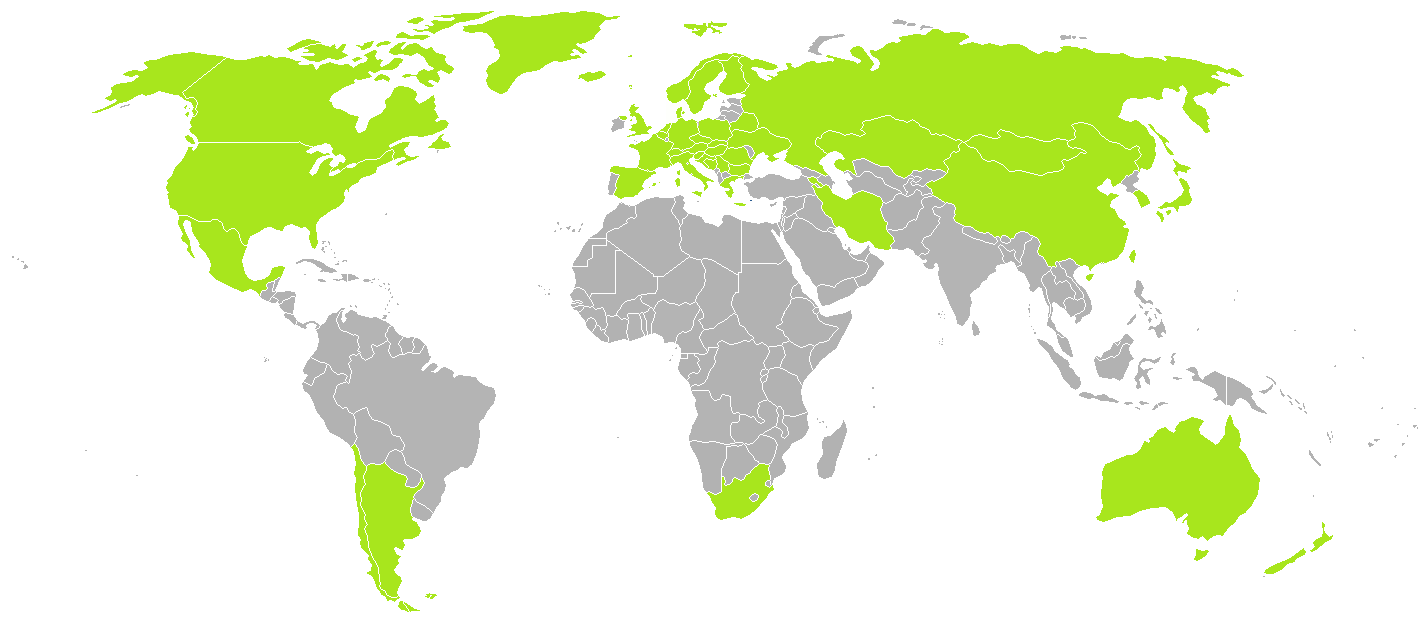
Pays participants aux Jeux olympiques d'hiver de 2010 en vert

| Afrique | Afrique | Afrique                                                                                               | Afrique                                                                                                |
| --- | --- | --- | --- |
| - Afrique du Sud (1) | | | |
| Amérique | | | |
| - Argentine (2) - Canada (46) | - Chili (2) | - Mexique (2)                                                                                         | - États-Unis (50)                                                                                      |
| Asie | | | |
| - Corée du Sud (25) - Chine (7) | - Iran (1) - Japon (42)                                                                                                  | - Kazakhstan (1)                                                                                      | - Mongolie (2)                                                                                         |
| Europe | | | |
| - Allemagne (20) - Andorre (2) - Arménie (2) - Autriche (19) - Belgique (1) - Biélorussie (5) - Bosnie-Herzégovine (1) - Bulgarie (3) | - Croatie (4) - Danemark (2) - Espagne (5) - Finlande (5) - France (21) - Grande-Bretagne (12) - Grèce (2) - Hongrie (2) | - Islande (1) - Italie (35) - Norvège (27) - Pays-Bas (1) - Pologne (12) - Roumanie (1) - Russie (31) | - Serbie (1) - Slovaquie (13) - Slovénie (1) - Suède (26) - Suisse (15) - Tchéquie (19) - Ukraine (19) |
| Océanie | | | |
| - Australie (11) | - Nouvelle-Zélande (2)                                                                                                   | | |

## Tableau des médailles
À la suite des épreuves du 21 mars, les dix premiers au tableau des médailles étaient :
- Pays organisateur (Canada)

| Rang | Nation      | Or | Argent | Bronze | Total |
| ---- | ----------- | -- | ------ | ------ | ----- |
| 1    | Russie      | 12 | 16     | 10     | 38    |
| 2    | Allemagne   | 13 | 5      | 6      | 24    |
| 3    | Canada      | 10 | 5      | 4      | 19    |
| 3    | Ukraine     | 5  | 8      | 6      | 19    |
| 5    | États-Unis  | 4  | 5      | 4      | 13    |
| 6    | Slovaquie   | 6  | 2      | 3      | 11    |
| 6    | Autriche    | 3  | 4      | 4      | 11    |
| 6    | Japon       | 3  | 3      | 5      | 11    |
| 9    | Biélorussie | 2  | 0      | 7      | 9     |
| 10   | Italie      | 1  | 3      | 3      | 7     |

| Rang | Nation      | Or | Argent | Bronze | Total |
| ---- | ----------- | -- | ------ | ------ | ----- |
| 1    | Allemagne   | 13 | 5      | 6      | 24    |
| 2    | Russie      | 12 | 16     | 10     | 38    |
| 3    | Canada      | 10 | 5      | 4      | 19    |
| 4    | Slovaquie   | 6  | 2      | 3      | 11    |
| 5    | Ukraine     | 5  | 8      | 6      | 19    |
| 6    | États-Unis  | 4  | 5      | 4      | 13    |
| 7    | Autriche    | 3  | 4      | 4      | 11    |
| 8    | Japon       | 3  | 3      | 5      | 11    |
| 9    | Biélorussie | 2  | 0      | 7      | 9     |
| 10   | France      | 1  | 4      | 1      | 6     |